# 薄叶南蛇藤
薄叶南蛇藤（学名：Celastrus hypoleucoides）为卫矛科南蛇藤属的植物，为中国的特有植物。分布在中国大陆的云南、广西、浙江、安徽、广东、湖北、江西、湖南等地，生长于海拔800米至2,800米的地区，常生长在灌丛中、山坡及疏林中，目前尚未由人工引种栽培。